# يون أندوني غويكوتشيا
أيون أندوني غويكوتشيا لاسا (بالإسبانية: Jon Andoni Goikoetxea)‏ (ولد في 21 أكتوبر 1965) لاعب كرة قدم إسباني سابق، لعب في مركز الهجوم، اشتهر مع نادي برشلونة ونادي دريم تيم، لعب 386 مباراة في الدوري الإسباني وحقق 36 هدفًا على مدار 13 موسمًا، وظهر غويكوتشيا مع المنتخب الوطني الإسباني في كأس العالم 1994.

## روابط خارجية
- National team data (بالإسبانية)
- يون أندوني غويكوتشيا على موقع الاتحاد الدولي (مؤرشف)  (الإنجليزية)
- يون أندوني غويكوتشيا على موقع الاتحاد الأوربي (الإنجليزية)
- يون أندوني غويكوتشيا على موقع رابطة كرة القدم اليابانية للمحترفين (اليابانية)
- يون أندوني غويكوتشيا على موقع قاعدة بيانات كرة القدم.إي يو (الإنجليزية)
- يون أندوني غويكوتشيا على موقع ناشيونال فوتبول تيمز (الإنجليزية)
- يون أندوني غويكوتشيا على موقع Soccerway.com (الإنجليزية)
- يون أندوني غويكوتشيا على موقع عالم كرة القدم.نت (الإنجليزية)